# Nemanthura valeriae
Nemanthura valeriae är en kräftdjursart som först beskrevs av Paul och Menzies 1971.  Nemanthura valeriae ingår i släktet Nemanthura och familjen Anthuridae. Inga underarter finns listade i Catalogue of Life.